# Dicyema koshidai
Dicyema koshidai är en djurart som tillhör fylumet rhombozoer, och som beskrevs av Furuya och Kazuhiko Tsuneki 2005. Dicyema koshidai ingår i släktet Dicyema och familjen Dicyemidae. Inga underarter finns listade i Catalogue of Life.